# Cerca de Felipe II

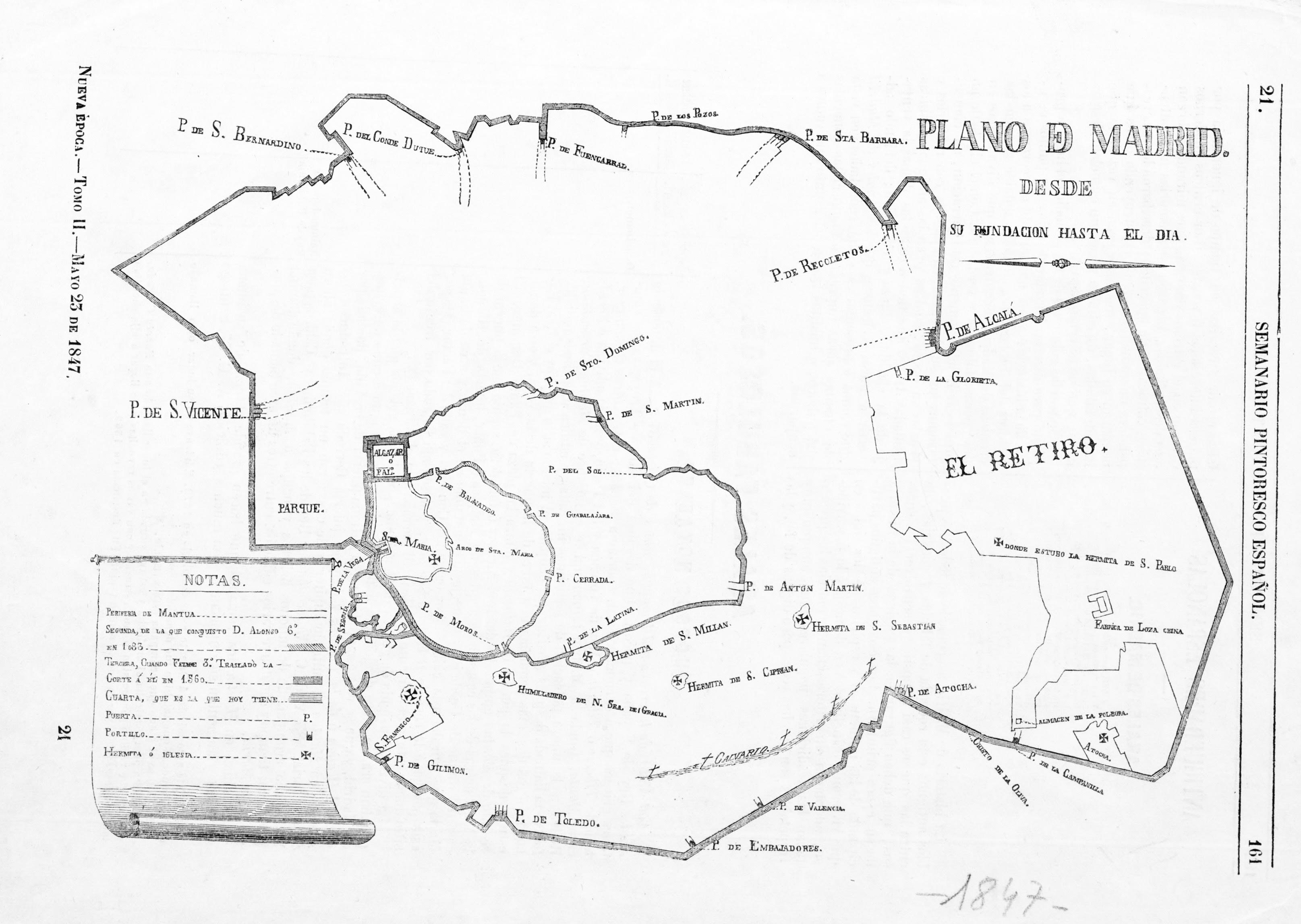
Esquema de murallas, cercas, puertas y portillos de Madrid, a lo largo de su historia antigua. Dibujo publicado en 1847 por el Semanario Pintoresco Español.

La cerca de Felipe II, construida en el siglo xvi, fue una ampliación de la cerca del Arrabal y precedente de la cerca de Felipe IV (1625), en el conjunto de cercas de Madrid construidas como aduanas de acceso a la Villa.
Iniciada hacia 1566 y finalizada en 1598, su trazado incluía siete puertas en un perímetro de casi cinco  kilómetros en torno a unas 125 hectáreas de la expandida antigua ciudad medieval. Entre las más importantes, estaban la Puerta de la Vega, y las de Santo Domingo, Red de San Luis, Sol, Antón Martín, la Puerta de Toledo y la Puerta de Segovia, además del postigo de San Martín en el límite norte. Desaparece hacia 1625.
La cerca ordenada por Felipe II, al no tener función bélica de defensa de la ciudad, sino tan solo de control fiscal y sanitario, era un muro de mampostería sin torres ni almenas. Mesonero Romanos especifica que no era más que «una sencilla tapia que no impidió ni contuvo el progreso ulterior del caserío». No se han conservado vestigios de ella, salvo quizá un lienzo de tres metros descubierto en 1991, durante las obras de ampliación del Senado.

## Perímetro
Siguiendo el itinerario descrito en 1960 por Miguel Molina en su libro Planos de Madrid de los siglos XVII y XVIII, los investigadores y arqueólogos definen el recorrido de la cerca de Felipe II con el siguiente trazado: calle de las Aguas, calle del Águila, calle de Calatrava, calle de Santa Ana, calle de Juanelo, calle de la Cabeza, calle de la Magdalena, entorno de la plaza de Matute, la calle del León, la de Echegaray y la de Ventura de la Vega, continuando luego por Cedaceros, calle de Arlabán, calle de la Virgen de los Peligros, calle de la Aduana, calle de la Montera, calle de Jacometrezo (en el tramo que absorbió la Gran Vía), calle Preciados, Santo Domingo, cerrando su trazado por el tramo norte a lo largo de la cerca del Arrabal y la calle de la Bola.